# Ливингстон, Боб
Роберт Кембридж «Боб» Ливингстон (англ. Robert Cambridge "Bob" Livingston; 3 ноября 1908, Лоуренс, штат Нью-Йорк — 2 апреля 1974, Нью-Кейнан, Коннектикут) — американский хоккеист, защитник; серебряный призёр зимних Олимпийских игр 1932 года.

## Биография
Окончил Принстонский университет в 1931 году, играл за команду университета по хоккею с шайбой. В составе сборной США в 1932 году завоевал серебряные призёры зимних Олимпийских игр в Лейк-Плэсиде и проходившего в то время чемпионата мира. После карьеры игрока в течение 12 лет был представителем компании Grace Line в Перу. Во время Второй мировой войны служил в ВМС США, дослужился до звания лейтенант-командера.
После войны занимался предпринимательской деятельностью, был президентом компании International Instruments, которая занималась производством электронных компонентов, до 1969 года, но после продажи сохранил место в совете директоров.